# Gayle Moran

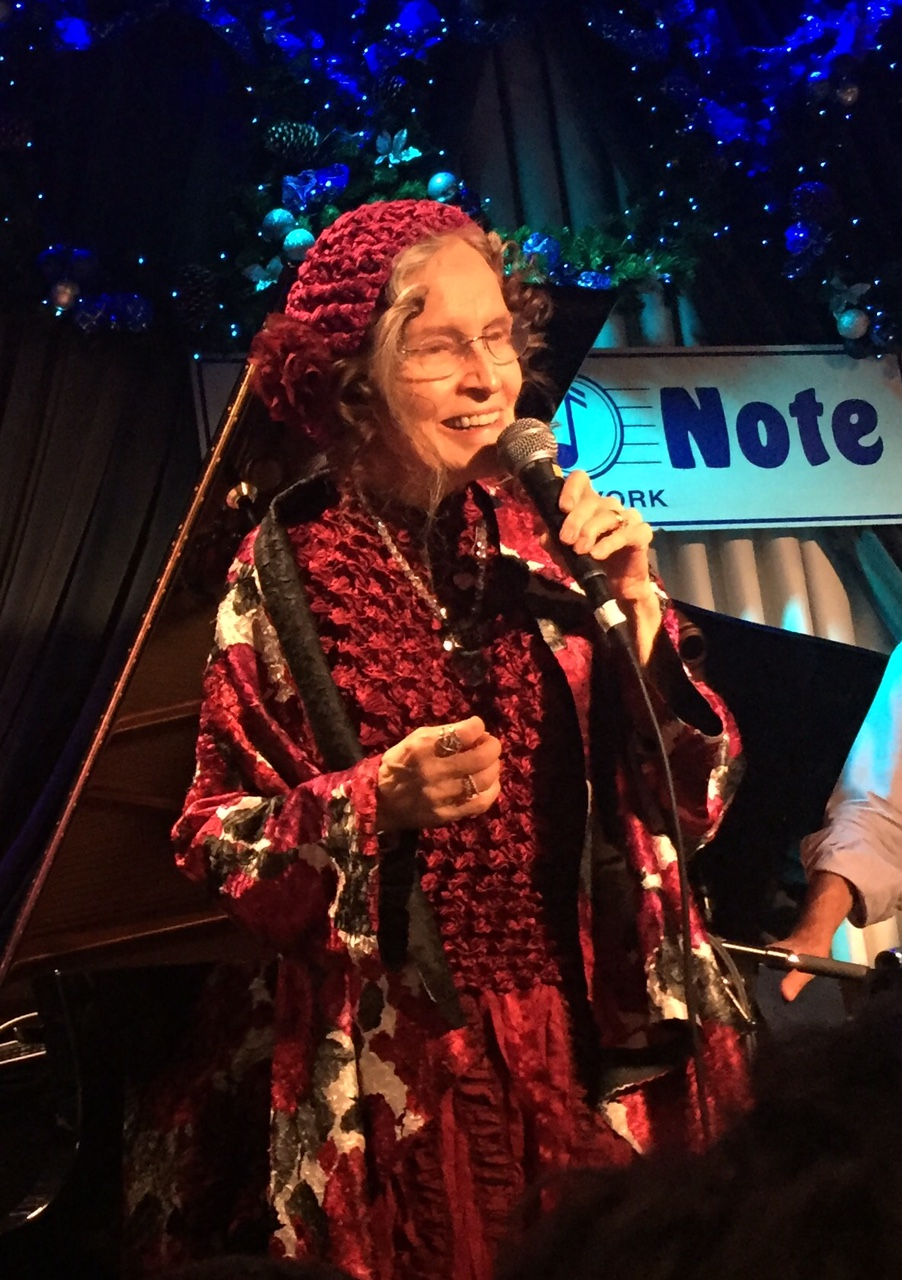
Gayle Moran (Blue Note Jazz Club, 2016)

Gayle Moran Corea (* 3. März 1943 in Jackson (Michigan)) ist eine amerikanische Fusionmusikerin (Keyboards, Synthesizer, Gesang, Songwriting).

## Leben und Wirken
Moran wuchs in Spring Arbor auf. Sie begann mit drei Jahren mit dem Klavierspiel. Seit sie sechs Jahre alt war, erhielt sie klassischen Klavierunterricht, um dann klassischen Klaviervortrag an der Seattle Pacific University und an der University of Washington zu studieren. Gegen das Verbot ihrer Eltern beschäftigte sie sich mit Jazz und trat heimlich auf. Sie sang bei der Tourneeproduktion von Jesus Christ Superstar.
1973 wurde sie auf Empfehlung von Chick Corea Mitglied des umformierten Mahavishnu Orchestra von John McLaughlin.  Sie war an dessen Alben Apocalypse (1974) und Visions of the Emerald Beyond (1975) beteiligt und mit der Gruppe auch auf Tournee, etwa beim Montreux Jazz Festival 1974. Ab 1976 arbeitete sie mit Chick Corea zusammen, den sie heiratete. Zunächst war sie als Sängerin auf Coreas Alben The Leprechaun und My Spanish Heart zu hören. Dann gehörte sie zu seiner Return to Forever, war an dem Album Musicmagic (1977) beteiligt und an dem auf der Tournee entstandenen Live-Album. Auch später war sie auf Alben von Corea wie Mad Hatter, Secret Agent und Touchstone zu hören, zuletzt auf dem Album Antidote von Chick Corea und der Spanish Heart Band, das sie auch auf der Welttournee vorstellte.
Moran hat 1979 ihr eigenes Album I Loved You Then… I Love You Now veröffentlicht. 1980 trat sie in Nizza mit Stan Getz, Paul Horn, Mike Garson und Joe Farrell auf (Jazz Gala ’80). Mit Leif Garrett nahm sie 1986 die Single The Way to Happiness auf.  Weiterhin ist sie an Ron Hubbards Produktion Space Jazz (1982) mit Corea, Stanley Clarke und Nicky Hopkins beteiligt. Sie ist auch auf Aufnahmen von David Sancious, Lionel Hampton ( Chick & Lionel Live at Midem), Mark Isham (Castalia) und von Carlos Santana (Blessings and Miracles) zu hören. Für das Album Antidote wurde sie 2020 mit einem Grammy bedacht.